# Basse-Rentgen
Basse-Rentgen é uma comuna francesa na região administrativa de Grande Leste, no departamento de Mosela. Estende-se por uma área de 10,46 km². Em 2010 a comuna tinha 513 habitantes (densidade: 49 hab./km²).